# 下端站 (釜山廣域市)
下端站（：／ Hadan yeok */?）是釜山地鐵1號線沿線的一座地下車站，位於韓國釜山廣域市沙下區下端洞，韓語副站名為「ART MALLING」（아트몰링）。未來釜山地鐵5號線通車後，將於本站與1號線交會轉乘。

## 車站結構
站體為2面2線側式月台的地下車站，候車月台設有月台幕門，並有12處出口。

### 月台配置
| 新平 ↑ |
| \| 上  |
| ↓ 堂里 |

| 月台 | 路線               | 目的地                   |
| ---- | ------------------ | ------------------------ |
| 上行 | ●釜山都市铁道1号线 | 新平、多大浦海水浴場方向 |
| 下行 | ●釜山都市铁道1号线 | 釜山站、西面、老圃方向   |

## 歷史
- 1994年6月23日：落成啟用。

## 車站周邊
- 伊甸公園
- 乙淑島（朝鲜语：을숙도）
- 洛東江河口
- 東亞大學昇鶴校區
- 建國中學
- 建國高校
- 下端中學
- 釜山女子高校
- 釜山本醫院
- 釜山ART MALLING

## 相鄰車站
釜山交通公社
●釜山都市铁道1号线
新平（101）－下端（102）－堂里（103）